# 페테르왕발생쥐
페테르왕발생쥐(Macrotarsomys petteri)는 붉은숲쥐과에 속하는 설치류의 일종이다. 마다가스카르섬에서만 발견된다. 꼬리를 제외한 몸길이는 약 150mm이고 몸무게는 105g이다. 왕발생쥐속에서 가장 큰 종이다. 상체는 갈색을 띠며, 등 중앙 쪽이 가장 진하고 하체는 흰색부터 노란색을 띤다. 긴 수염과 짧은 앞다리 그리고 긴 뒷다리를 갖고 있다. 꼬리 끝은 눈에 띄는 길고 연한 색 털로 된 장식술로 되어 있다. 두개골은 튼튼하고, 어금니는 낮은 관 형태이고 끝이 뾰족하다.